# Football Club Hellas Verona 1922-1923
Questa pagina raccoglie i dati riguardanti il Football Club Hellas Verona nelle competizioni ufficiali della stagione 1922-1923.

## Rosa
| N. |                   | Ruolo | Calciatore          |
| -- | ----------------- | ----- | ------------------- |
| -  | Italia (bandiera) | P     | Riccardo Battistoni |
| -  | Italia (bandiera) | P     | Aldino Rossetti     |
| -  | Italia (bandiera) | D     | Renato Bottacini    |
| -  | Italia (bandiera) | D     | Osvaldo Butturini   |
| -  | Italia (bandiera) | D     | Mariano Castellani  |
| -  | Italia (bandiera) | D     | Giulio Carra        |
| -  | Italia (bandiera) | D     | Renato Castiglioni  |
| -  | Italia (bandiera) | D     | Giovanni Corradini  |
| -  | Italia (bandiera) | D     | Motta               |
| -  | Italia (bandiera) | C     | Guido Bosio         |
| -  | Italia (bandiera) | C     | Dino Cavalleri      |

| N. |                    | Ruolo | Calciatore        |
| -- | ------------------ | ----- | ----------------- |
| -  | Italia (bandiera)  | C     | Giulio Dal Bianco |
| -  | Italia (bandiera)  | C     | Lolla             |
| -  | Italia (bandiera)  | C     | Alberto Pattaro   |
| -  | Italia (bandiera)  | C     | Tullio Zanardi    |
| -  | Italia (bandiera)  | A     | Luigi Bernardi    |
| -  | Italia (bandiera)  | A     | Egidio Chiecchi   |
| -  | Italia (bandiera)  | A     | Giovanni Chiecchi |
| -  | Italia (bandiera)  | A     | Livio Gemo        |
| -  | Italia (bandiera)  | A     | Arnaldo Morandi   |
| -  | Brasile (bandiera) | A     | Arnaldo Porta     |

## Risultati

### Prima Divisione

#### Girone A

##### Girone di andata
| Arbitro: | Scamoni (Torino) |

|              |           |                                 |
| Fioretti 53’ | Marcatori | 5’, 9’ Chiecchi III 37’ Morandi |

| Arbitro: | Majani (Torino) |

|             |           |                 |
| Morandi 22’ | Marcatori | 20’, 75’ Sbrana |

| Arbitro: | Livraghi (Milano) |

|  |           |                              |
|  | Marcatori | 46’ Cevenini III 79’ Aliatis |

| Arbitro: | Guyot (Milano) |

|                          |           |  |
| Gulyas 56’ Badini II 58’ | Marcatori |  |

| Arbitro: | Pasquinelli (Bologna) |

|                 |           |           |
| Agostinelli 40’ | Marcatori | 62’ Porta |

| Arbitro: | Mombelli (Casale Monferrato) |

|                  |           |            |
| Porta 51’ (rig.) | Marcatori | 27’ Raggio |

| Arbitro: | Sanguineti (Genova) |

|                                       |           |  |
| Gallino 22’ Riccio 30’ Corrado II 53’ | Marcatori |  |

| Arbitro: | Bertazzoni (Modena) |

|                            |           |                 |
| Bosio 43’ Chiecchi III 45’ | Marcatori | 40’ Bonaventura |

| Arbitro: | Bellini (Padova) |

|                                        |           |  |
| Chiecchi III 27’ Zanardi 68’ Bosio 89’ | Marcatori |  |

| Mantova 14 gennaio 1923 10ª giornata | Verona             | 0 – 0 | Pro Vercelli | Campo Ippodromo Te\| Arbitro: \| Venegoni (Legnano) \| |
| Arbitro:                             | Venegoni (Legnano) |       |              |                                                        |

| Arbitro: | Vagge (Genova) |

|                |           |           |
| Martin III 65’ | Marcatori | 87’ Porta |

##### Girone di ritorno
| Arbitro: | Barbon (Venezia) |

|                                      |           |           |
| Porta 5’ (rig.) Bernardi II 27’, 56’ | Marcatori | 65’ Maldi |

| Arbitro: | Dani (Genova) |

|  |           |                                  |
|  | Marcatori | 41’ Bernardi II 70’ Chiecchi III |

| Arbitro: | Katz (Parma) |

|                               |           |                                    |
| Pedrazzini 52’ Conti 59’, 84’ | Marcatori | 13’ Chiecchi III 65’ Dal Bianco II |

| Arbitro: | Trezzi (Milano) |

|             |           |  |
| Morandi 38’ | Marcatori |  |

| Arbitro: | Dani (Genova) |

|                                 |           |  |
| Dal Bianco II 53’ Cavalleri 61’ | Marcatori |  |

| Arbitro: | Scamoni (Torino) |

|                      |           |  |
| Bussich 34’ Mura 50’ | Marcatori |  |

| Arbitro: | Pasquinelli (Bologna) |

|                  |           |             |
| Chiecchi III 70’ | Marcatori | 32’ Gallino |

| Arbitro: | Ortali (Bologna) |

|                           |           |                                |
| Reato II 38’ Gallo II 67’ | Marcatori | 1’ Morandi 4’, 85’ Chiecchi II |

| Arbitro: | Trezzi (Milano) |

|             |           |                |
| Ferrero 59’ | Marcatori | 1’ Castiglioni |

| Arbitro: | Bistoletti (Milano) |

|                          |           |                 |
| Rampini II 5’ Gay II 10’ | Marcatori | 15’ Chiecchi II |

| Arbitro: | G. Crivelli Jr. (Milano) |

|             |           |  |
| Morandi 33’ | Marcatori |  |

## Statistiche

### Statistiche di squadra
| Competizione    | Punti | In casa | In casa | In casa | In casa | In casa | In casa | In trasferta | In trasferta | In trasferta | In trasferta | In trasferta | In trasferta | Totale | Totale | Totale | Totale | Totale | Totale | DR |
| Competizione    | Punti | G       | V       | N       | P       | Gf      | Gs      | G            | V            | N            | P            | Gf           | Gs           | G      | V      | N      | P      | Gf     | Gs     | DR |
| --------------- | ----- | ------- | ------- | ------- | ------- | ------- | ------- | ------------ | ------------ | ------------ | ------------ | ------------ | ------------ | ------ | ------ | ------ | ------ | ------ | ------ | -- |
| Prima Divisione | 24    | 11      | 6       | 3       | 2       | 15      | 8       | 11           | 3            | 3            | 5            | 14           | 18           | 22     | 9      | 6      | 7      | 29     | 26     | +3 |

### Statistiche dei giocatori
| Giocatore         | Prima Divisione | Prima Divisione |
| Giocatore         | Presenze        | Reti            |
| ----------------- | --------------- | --------------- |
| R. Battistoni     | 2               | -3              |
| L. Bernardi (II)  | 17              | 3               |
| G. Bosio          | 22              | 2               |
| R. Bottacini      | 20              | 0               |
| O. Butturini      | 1               | 0               |
| G. Carra (II)     | 1               | 0               |
| M. Castellani (I) | 1               | 0               |
| R. Castiglioni    | 2               | 1               |
| D. Cavalleri      | 19              | 1               |
| E. Chiecchi (II)  | 20              | 4               |
| G. Chiecchi (III) | 17              | 6               |
| G. Corradini      | 1               | 0               |
| G. Dal Bianco     | 19              | 2               |
| L. Gemo           | 1               | 0               |
| Lolla             | 1               | 0               |
| A. Morandi        | 11              | 5               |
| Motta             | 5               | 0               |
| A. Pattaro        | 1               | 0               |
| A. Porta          | 21              | 4               |
| A. Rossetti       | 20              | -23             |
| T. Zanardi        | 22              | 1               |
| B. Zuppini        | 18              | 0               |